# Lucas Curotto
Lucas Curotto Vera (Montevideo, l'Uruguai, 10 de novembre de 2000) conegut com a Lucas Curotto, és un cantant i compositor uruguaià, conegut per la seva participació en l'edició 2023 d'Operación Triunfo, un concurs de talents a Espanya. Curotto va ser l'únic participant llatinoamericà d'aquesta edició. Abans de la seva participació en el programa, va llançar de manera independent el seu primer àlbum homònim en 2020, començant així la seva carrera en la música.

## Biografia

### Infància
Des d'una edat primerenca, Curotto va ser diagnosticat amb Trastorn per Dèficit d'Atenció i Hiperactivitat (TDAH) i dislèxia, la qual cosa va dificultar el seu acompliment acadèmic. A causa d'aquestes dificultats, Curotto va decidir deixar l'escola en la seva adolescència per a enfocar-se en la seva passió per la música.
Curotto va mostrar interès per la música, influenciat per diversos gèneres i artistes, com One Direction (especialment Zayn Malik i Harry Styles), a més d'influents artistes rioplatencs com Jorge Drexler, Soda Stereo, No Te Va Gustar i El Cuarteto de Nos, la qual cosa es reflecteix en el seu estil musical.

### Inicis
En 2021, Curotto es va traslladar a Barcelona, Espanya, a la recerca de noves oportunitats en la indústria musical. Durant els seus primers anys al país, es va enfrontar a dificultats relacionades amb la seva situació migratòria, la qual cosa el va portar a treballar en diverses ocupacions informals, com en la construcció i muntatge. Posteriorment, va obtenir el permís de residència després de formalitzar la seva relació de parella, la qual cosa li va permetre regularitzar la seva situació laboral i començar a treballar en una barberia mentre continuava perseguint la seva carrera musical.

## Carrera musical
En 2020, Curotto va llançar de manera independent el seu primer àlbum d'estudi, Lucas Curotto, el qual fusiona gèneres com el pop, rock i música urbana. Aquest treball, produït sense el suport d'una discogràfica, va ser ben rebut a la seva ciutat natal i va marcar l'inici de la seva marxa en l'àmbit musical. Encara a l'Uruguai, Curotto, en una ocasió, va ser teloner d'Agustín Casanova, vocalista del grup musical de cúmbia pop Márama.
En 2023, Curotto va participar en l'edició número dotze d'Operación Triunfo, un concurs musical televisat a Espanya. La seva participació va ser notable per la seva versatilitat en diversos gèneres musicals i per rebre suport constant del públic. Al llarg de la competència, va ser nominat en dues ocasions, aconseguint salvar-se totes dues vegades gràcies al vot del públic.
El 8 de maig de 2024 es va presentar la cançó «La Gravedad», composta i interpretada pels finalistes d'Operación Triunfo 2023, i creada per a ser la cançó oficial d'Espanya en els Jocs Olímpics de París 2024. També es va presentar en l'esdeveniment LOS40 Summer Live, un important festival de música a Espanya, al costat d'altres artistes de renom en la indústria musical espanyola.
El 21 de juny de 2024, es va publicar l'àlbum Lo Mejor de Lucas Curotto, que inclou diversos dels temes interpretats durant el seu pas per Operación Triunfo 2023 i el seu primer senzill, «Corazones Rotos», el qual va aconseguir aconseguir el lloc 31 en les Llistes Oficials de Vendes de Promusicae i el qual va aconseguir mantenir-se durant una setmana entre els 100 més venuts a Espanya.
El 25 de juliol de 2024, Curotto va llançar el seu segon single post-Operación Triunfo, titulat "Fuiste pa' mi", que es va convertir en el seu primer single sota el segell d'Universal.
Al setembre de 2024, va ser convidat per la cantant Índia Martínez a interpretar junts la cançó "Corazón Hambriento", un tema que Lucas havia interpretat prèviament al costat de Naiara en la gala 5 del programa.

## Discografia

#### Àlbums i EP
- 2020: Lucas Curotto
- 2024: Lo mejor de Lucas Curotto

#### Senzills
- «El Lío» (2020)
- «Corazones Rotos» (2024)
- «Fuiste pa' mi» (2024)

#### Col·laboracions
- «La Gravedad» (2024) (amb Martin Urrutia, Juanjo Bona, Ruslana, Paul Thin i Naiara Moreno)

## Filmografia

### Televisió
| Any       | Títol                  | Canal       | Notes                   |
| --------- | ---------------------- | ----------- | ----------------------- |
| 2023-2024 | Operación Triunfo 2023 | Prime Video | Concursant, Finalista   |
| 2024      | OT23: La gira          | Prime Video | Documental i pel·lícula |